# Resolució 878 del Consell de Seguretat de les Nacions Unides
La Resolució 878 del Consell de Seguretat de les Nacions Unides fou adoptada per unanimitat el 29 d'octubre de 1993. Després de reafirmar les resolucions 733 (1992), 746 (1992), 751 (1992), 767 (1992), 775 (1992), 794 (1992) 814 (1993), 837 (1993) i 865 (1993) a Somàlia, el Consell va expressar el seu compromís amb una futura estratègia concertada per a l'Operació de les Nacions Unides a Somàlia II (UNOSOM II) i va ampliar el seu mandat per un període provisional fins al 18 de novembre de 1993.
Es va demanar al Secretari General Boutros Boutros-Ghali que informés sobre els esdeveniments recents a Somàlia i sobre una nova pròrroga del mandat de la UNOSOM II abans del 18 de novembre de 1993.